# WWEフェイタル・4ウェイ
フェイタル・4ウェイ(Fatal 4-Way)は、アメリカのプロレス団体WWEが主催する、プロレス興行の名称。また、同興行を扱うPPVの名称でもある。その名前の通り、多くの試合がフェイタル4ウェイ形式で行われた。

## 試合結果

### 第1回大会（2010年）WWE Fatal 4-Way 2010
- 開催日 : 6月20日
- 開催場所 : ニューヨーク州ユニオンデールのナッソー・ベテランズ・メモリアル・コロシアム
- 観客動員数 : 10,000人
- 公式大会曲 : TobyMac - ShowStopper

- ダーク・マッチ -Dark Match-

○ザック・ライダー vs MVP●
- インターコンチネンタル王座戦 -WWE Intercontinental Championship-

○コフィ・キングストン(c) vs ドリュー・マッキンタイア●
- フェイタル4ウェイ形式ディーヴァズ王座戦 -Fatal 4-Way Match for the WWE Divas Championship-

イヴ・トーレス(c) vs ゲイル・キム vs ●マリース vs アリシア・フォックス○
- ○エヴァン・ボーン vs クリス・ジェリコ●

- フェイタル4ウェイ形式世界ヘビー級王座戦 -Fatal 4-Way Match for the World Heavyweight Championship-

●ジャック・スワガー(c) vs ビッグ・ショー vs CMパンク vs レイ・ミステリオ○
- ユナイテッドステイツ王座戦 -WWE United States Championship-

○ザ・ミズ(c) vs Rトゥルース●
- ○ハート・ダイナスティ(タイソン・キッド&DH・スミス&ナタリヤ) vs ウーソズ(ジェイ・ウーソ&ジミー・ウーソ&タミーナ)●

- フェイタル4ウェイ形式WWE王座戦 -Fatal 4-Way Match for the WWE Championship-

●ジョン・シナ(c) vs ランディ・オートン vs エッジ vs シェイマス○